# Ботіз
Ботіз (рум. Botiz) — комуна у повіті Сату-Маре в Румунії. До складу комуни входить єдине село Ботіз.
Комуна розташована на відстані 448 км на північний захід від Бухареста, 6 км на північний схід від Сату-Маре, 126 км на північний захід від Клуж-Напоки.

## Населення
За даними перепису населення 2002 року у комуні проживали 4863 особи.
Національний склад населення комуни:
| Національність | Кількість осіб | Відсоток |
| -------------- | -------------- | -------- |
| румуни         | 2406           | 49,5%    |
| угорці         | 2236           | 46,0%    |
| цигани         | 105            | 2,2%     |
| українці       | 99             | 2,0%     |
| німці          | 14             | 0,3%     |
| словаки        | 1              | < 0,1%   |
| болгари        | 1              | < 0,1%   |

Рідною мовою назвали:
| Мова       | Кількість осіб | Відсоток |
| ---------- | -------------- | -------- |
| угорська   | 2570           | 52,8%    |
| румунська  | 2106           | 43,3%    |
| циганська  | 92             | 1,9%     |
| українська | 88             | 1,8%     |
| німецька   | 7              | 0,1%     |

Склад населення комуни за віросповіданням:
| Релігія            | Кількість осіб | Відсоток |
| ------------------ | -------------- | -------- |
| православні        | 1463           | 30,1%    |
| реформати          | 1164           | 23,9%    |
| греко-католики     | 1103           | 22,7%    |
| римо-католики      | 954            | 19,6%    |
| п'ятдесятники      | 105            | 2,2%     |
| баптисти           | 30             | 0,6%     |
| адвентисти         | 13             | 0,3%     |
| бретрени           | 5              | 0,1%     |
| не вказали релігію | 2              | < 0,1%   |

## Зовнішні посилання
- Дані про комуну Ботіз на сайті Ghidul Primăriilor [Архівовано 13 жовтня 2012 у Wayback Machine.]